# Phage display
Phage Display é uma técnica de clonagem utilizada em biologia molecular. Com o uso desta técnica, é possível selecionar e isolar vetores de clonagem gerados a partir de bibliotecas genômicas, juntamente com seu produto gênico (peptídeo). Por meio da utilização de fagomídeos ou fagos infecciosos filamentosos, esta técnica permite o rastreamento dos clones devido a ligação do fenótipo (o peptídeo de interesse) com o genótipo (o vetor de clonagem) que o expressou.

## Princípio biológico da técnica
São utilizados dois tipos de vetores nesta técnica: Fagos e fagomídeos. O gene de interesse a ser clonado é inserido entre a região codificadora de peptídeo sinal e uma sequência que codifica uma proteína de capsídeo de um bacteriófago. A informação genética transportada pelos vetores é introduzida no ambiente intracelular de células de bactérias Escherichia coli por transfecção (no caso dos fagomídeos) ou por infecção viral através de pilus sexual bacteriano (no caso dos fagos). No interior das células, os genes carreados pelos vetores são expressos e cópias do DNA do vetor são produzidas, gerando moléculas de DNA fita simples. Entre as proteínas expressas estará o peptídeo de interesse, o qual se encontrará fundido a uma proteína de capsídeo de fago. Na clonagem via fagomídeos, em função da limitação do material genético destes vetores, fagos ajudantes (do inglês, helper phages) são usados para infectar as células transformadas. Estes fagos são responsáveis por fornecer a informação genética necessária para a síntese das proteínas essenciais a formação de partículas virais completas. Normalmente, os fagos ajudantes utilizados apresentam regiões defectivas no genoma que permitem o empacotamento perferencial dos fagomídeos em detrimento dos fagos ajudantes. As células de E. coli infectadas com o DNA recombinante dos vetores secretarão particulas de fagos contendo a protéina de interesse ligada covalentemente à superfície de fagos. As partículas virais dos bacteriófagos formados, contendo a sequência gênica clonada (encerradas no interior da partícula viral) e o peptídeo de interesse fundido, saem das células por extrusão (não por lise celular). A partir destas partículas virais, o produto gênico poderá ser isolado, conjuntamente com o genótipo que o expressa, em processos de cromatografia.